# スタヴロポリ・ソビエト共和国

スタヴロポリ・ソビエト共和国
Ставропольская Советская Республика

上部桃色の領域

スタヴロポリ・ソビエト共和国（スタヴロポリ・ソビエトきょうわこく、ロシア語: Ставропольская Советская Республика）は、1918年1月14日から7月7日にかけてスタヴロポリ県に存在した、ロシア社会主義連邦ソビエト共和国の構成国家である。
ボリシェヴィキと他派との激しい争いの末にソビエト権力を受け入れたスタヴロポリ県人民代表大会により、1月14日（ユリウス暦1日）に成立が宣言された。県ソビエト執行委員会議長にはマクシマリスト党からグリゴリー・メシチェリャコフが就任し、21日夜に発足した人民委員会議の議長にはボリシェヴィキからアレクサンドル・ポノマリョフが就任した。ソビエト執行委員会は機関紙『ヴラスティ・トルーダ』を発行し、1月中には人民委員会議によって銀行の国有化、八時間労働制の導入、村役場 (ru) の村ソビエトへの切り替えが行われた。2月9日には革命裁判所が設置され、4月には赤軍第1スタヴロポリ革命大隊が形成され、土地の小作農への再分配も行われた。夏頃にはモスクワ、バクー、ツァリーツィンなどの工業地帯にパンを輸出する措置もとった。
しかし、政権運営を巡る争いから4月28日に社会革命党がスタヴロポリで軍事革命委員会を発足し、ポノマリョフらを逮捕する事態に至る。逮捕者はほどなく釈放されたが、5月9日から14日にかけて開催された臨時県ソビエト大会によって人民委員会議は廃止され、その権能はボリシェヴィキがほとんどを占める県ソビエト執行委員会幹部会へ移された。その後、7月5日から7日にかけて開催された第1回北カフカース・ソビエト大会において、スタヴロポリ共和国は他のソビエト共和国とともに北カフカース・ソビエト共和国へ再編されることが決定された。